# أوجيني دي غيران
أوجيني دي غيران (بالفرنسية: Eugénie de Guérin)‏ (15 يناير 1805 في فرنسا - 31 مايو 1848 في فرنسا)؛ كاتِبة وشاعرة فرنسية.